# Südamerikanische Unabhängigkeitskriege
Die südamerikanischen Unabhängigkeitskriege fanden in der Zeit zwischen 1809 und 1825 statt und richteten sich gegen die Kolonialmacht Spanien, aber auch gegen die Kreolen, die weiterhin zu Spanien standen. Daher sind die Unabhängigkeitskriege sowohl Kolonialkriege, als auch Bürgerkriege zwischen königstreuen und aufständischen Südamerikanern. Die südamerikanischen Kolonien Spaniens waren damals in drei Vizekönigreiche (Vizekönigreich Neugranada, Vizekönigreich Peru und Vizekönigreich Río de la Plata) gegliedert. Die Unabhängigkeitskriege endeten mit der Erlangung der Unabhängigkeit beinahe aller Staaten Südamerikas, nämlich Argentinien, Bolivien, Chile, Ecuador, Kolumbien, Paraguay, Peru, Uruguay und Venezuela. 1822 erlangte die portugiesische Kolonie Brasilien als neu entstandenes souveränes Kaiserreich eine zwar friedliche, aber dennoch nur scheinbare Unabhängigkeit, die von Peter I. forciert wurde, der dafür auf den portugiesischen Thron verzichtete. Nach 1825 blieben auf dem südamerikanischen Festland nur Britisch-Guayana, Niederländisch-Guayana und Französisch-Guayana als europäische Kolonien bestehen.

## Ursachen

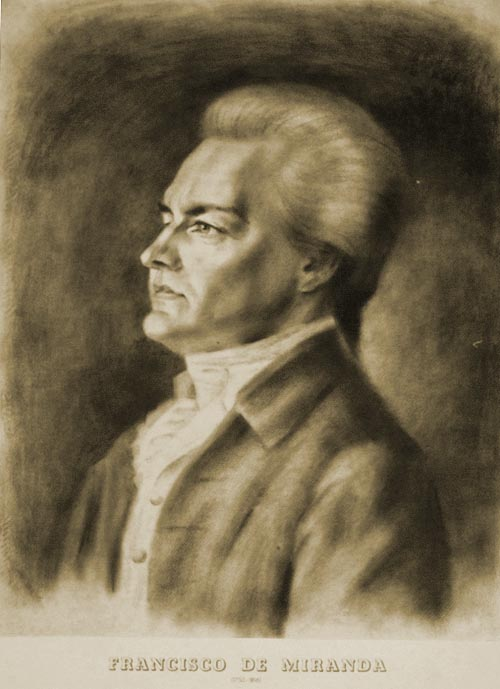
Francisco de Miranda

Die ersten militärischen Bestrebungen zur Erlangung der Unabhängigkeit von der Kolonialmacht Spanien wurden im heutigen Venezuela um das Jahr 1806 gesetzt. Der venezolanische Revolutionär Francisco de Miranda landete in Coro mit einer US-gestützten Expedition, scheiterte aber am mangelnden Rückhalt in der Bevölkerung. Die kreolischen Eliten wollten zwar einerseits eine Ausweitung des Freihandels, um die Gewinne ihrer Plantagenprodukte zu steigern, sie fürchteten jedoch umso mehr, dass ein Sturz der spanischen Herrschaft auch ihre Machtstellung zerstören würde. Vor allem die jüngsten Vorgänge in der französischen Kolonie Saint-Domingue bestärkten sie darin. Dort war es im Jahr 1803 zu einer massiven Sklavenrevolution gekommen, als deren Resultat 1804 der unabhängige Staat Haiti ausgerufen wurde. Dieser Sklavenaufstand diente einerseits als Inspiration für die anderen Sklaven Amerikas, andererseits jedoch umso mehr als mahnendes Beispiel für die Kakaoplantagenbesitzer und die amerikanischen Sklavenhalter. Die Zerrissenheit der kreolischen Elite spiegelt die Tatsache wider, dass sie einerseits das spanische Vizekönigreich Neugranada unterstützten, aber andererseits die Unabhängigkeitsbestrebungen auch nicht aktiv bekämpften. So organisierten die Kreolen 1810 auch revolutionäre Regierungen, die soziale und ökonomische Reformen versprachen und im Folgejahr den offenen Bruch mit Spanien proklamierten.
Den entscheidenden Schub bekamen die Unabhängigkeitsbestrebungen, als Spanien während der Napoleonischen Kriege 1808–1814 von seinen Kolonien abgeschnitten war. Die Kolonien wurden in dieser Zeit von verschiedenen Juntas wegen der französischen Besatzung in Südamerika nach dem Vorbild des Regentschaftsrats von Cádiz regiert. Diese provisorischen Regierungen schworen zunächst zwar dem spanischen Bourbonenkönig im Exil Ferdinand VII. die Treue, operierten aber faktisch unabhängig von Spanien. Treibende Kräfte hinter den Unabhängigkeitsbestrebungen waren vor allem die beiden Venezolaner Simón Bolívar und Antonio José de Sucre im Norden Südamerikas sowie der Argentinier José de San Martín und der Chilene Bernardo O’Higgins im Süden. Bis 1814, als er in spanische Gefangenschaft geriet, war jedoch der Neu-Granadiner Antonio Nariño das Maß der Dinge. Bolívar kannte dessen Bedeutung und gab ihm nach seiner Rückkehr aus der Gefangenschaft, auch im Bewusstsein, dass dessen Zeit vorüber war, 1821 die Leitung des Kongresses, der gerade von Angostura (heute Ciudad Bolívar) nach Cúcuta umgezogen war.

## Historischer Ablauf

### Die ersten Unabhängigkeitserklärungen

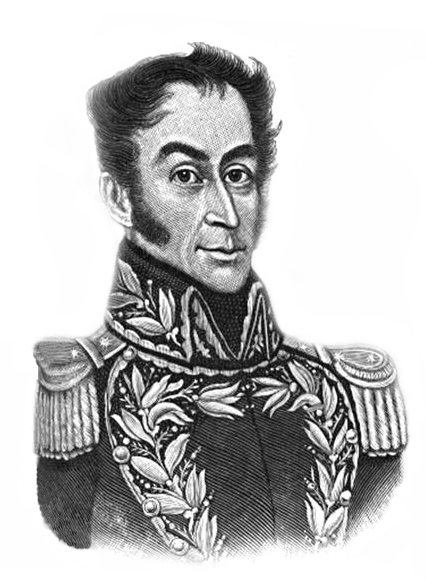
Simón Bolívar

Als erstes Land erklärte Ecuador am 10. August 1809 seine Unabhängigkeit von Spanien (siehe Erste Unabhängigkeit von Ecuador), noch im selben Jahr folgte Bolivien. Beide Staaten wurden jedoch bald wieder von der Kolonialarmee zurückerobert. Am 19. April 1810 stürzte ein kreolischer Kongress den spanischen Gouverneur in Venezuela und erklärte schließlich am 5. Juli 1811 die Unabhängigkeit Venezuelas. Am 20. Juli 1810 kam es in Bogotá zum Umsturz und kurze Zeit später wurde die Unabhängigkeit Kolumbiens ausgerufen. Allerdings nicht auf nationaler Ebene, sondern provinzweise und sogar von einzelnen Orten. Diese Uneinheitlichkeit stärkte die Spanier und führte zur Konfrontation innerhalb der Patrioten (siehe Die Erste Republik Kolumbien). Außerdem hätte ein einiges Kolumbien nachhaltig in die Kämpfe zugunsten der Patrioten der Nachbarländer eingreifen können.
Zeitgleich fanden auch die ersten revolutionären Ereignisse im Süden Südamerikas statt. Am 13. Mai 1810 kam es in Argentinien zur Mairevolution und zum Sturz des spanischen Vizekönigs Baltasar Hidalgo de Cisneros und zur Bildung der ersten Junta (25. Mai). Diese erklärte zwar öffentlich ihre Treue zum spanischen König, setzte jedoch genau gegenteilige Taten. So wurden unverzüglich zwei militärische Expeditionen ausgeschickt, um der spanischen Krone weitere Teile ihrer Kolonien zu entreißen. Die erste Expedition machte sich auf den Weg ins Vizekönigreich Peru, wurde jedoch nach einem anfänglichen Sieg bei der Schlacht von Suipacha schließlich in der Schlacht von Huaqui entscheidend besiegt (siehe Expeditionen zur Befreiung Oberperus). Das Ziel der zweiten Expedition war Paraguay, auch hier kam es nach einem anfänglichen (zumindest von der argentinischen Junta proklamierten) Sieg bei Campichuelo zu schweren Niederlagen gegen die Royalisten bei Paraguarí und Tacuarí. Die zweite Expedition war jedoch nur militärisch ein Fehlschlag, denn kurz darauf am 15. Mai 1811 erklärte auch Paraguay seine Unabhängigkeit.
Kurz nach dem argentinischen Beispiel folgte Chile, wo am 18. September 1810 eine Junta die Macht übernahm. Nach anfänglichen Streitigkeiten und einer royalistischen Gegenrevolution unter Tomás de Figueroa, schaffte es José Miguel Carrera, die Regierung zu einen und 1812 eine Verfassung mit liberalem Charakter zu erlassen.

### Royalistische Gegenangriffe
Die ersten royalistischen Gegenangriffe erfolgten ohne die Unterstützung der Kolonialmacht, da Spanien zu diesem Zeitpunkt noch nicht in der Lage war, militärische Hilfe zu leisten. Dennoch waren einige Gegenangriffe zunächst erfolgreich, da die revolutionären Truppen meist noch unerfahren und wenig diszipliniert waren.
Zum ersten ernsthaften Rückschlag für die südamerikanischen Unabhängigkeitsbestrebungen kam es in Venezuela. Der Unabhängigkeitserklärung Venezuelas waren nämlich nicht alle Provinzen gefolgt, so hatten unter anderem Coro, Maracaibo und Guayana ihre Gefolgschaft verweigert und organisierten einen royalistischen Gegenangriff. Die königliche Armee unter Domingo de Monteverde besiegte die revolutionäre venezolanische Armee unter Francisco de Miranda nach einem über Monate währenden und nicht immer souverän geführten Feldzug und zwang diesen am 12. Juli 1812 zur Kapitulation bei La Victoria. Simón Bolívar, der während der Ersten Republik nur eine untergeordnete Rolle gespielt hatte, musste, wie viele andere, daraufhin nach Neu-Granada fliehen, konnte jedoch bereits im Folgejahr wieder nach Venezuela zurückkehren. Am 6. August 1813 eroberte Bolívar Caracas nach einem gewagten Feldzug, der nur deswegen erfolgreich verlief, weil Santiago Mariño gleichzeitig Ostvenezuela befreite. Die daraufhin ausgerufene Zweite Republik war nur von kurzer Dauer, da beide Befreier zu lange brauchten, um vereint gegen die Spanier vorzugehen. Die venezolanischen Royalisten unter José Tomás Boves verstärkten ihre Armee mit angeworbenen Lanzenreitern, die als Rinderhirten in den Llanos gearbeitet hatten und schafften es nach mehreren vergeblichen Versuchen, Bolívar und Mariño am 15. Juni 1814 entscheidend zu besiegen. Am 16. Juli fiel Caracas und die Patrioten verloren in der Folge fast alle Gefechte. Während einige Unbeugsame auch in den folgenden Jahren in Venezuela weiterkämpften, floh Bolívar wieder nach Neugranada (siehe Unabhängigkeitskriege in Venezuela).

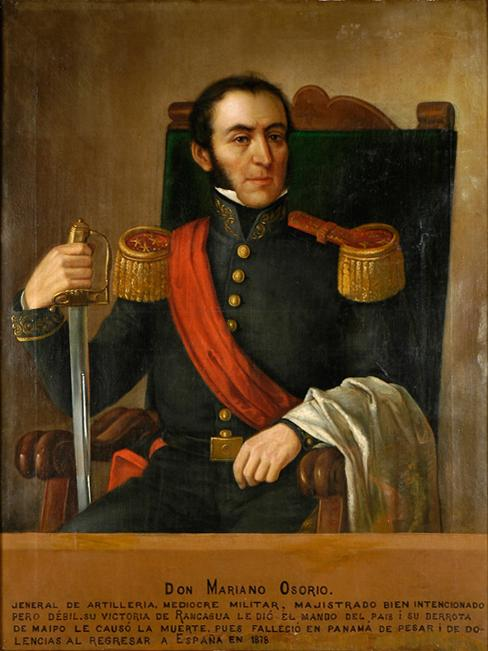
Mariano Osorio

In Chile hatten die Spanier militärisch Widerstand geleistet, aber keine der beiden Seiten konnte einen entscheidenden Sieg davontragen. Durch die Kämpfe waren schließlich beide Seiten so erschöpft, dass sie am 14. Mai 1814 den Vertrag von Lircay unterschrieben. In dem Vertrag erklärte sich Gaínza bereit, die Provinz von Concepción aufzugeben; im Gegenzug erklärte Bernardo O’Higgins dem spanischen König seine Loyalität. Beide Seiten hatten jedoch nicht vor, den Vertrag zu erfüllen, sondern nutzten ihn lediglich als Atempause. Vizekönig José Fernando Abascal y Sousa war jedoch so erbost über den Vertrag, der ohne sein Wissen ausgehandelt wurde, dass er den Oberbefehlshaber der Königstreuen Gabino Gaínza absetzte und Verstärkung unter dem energischeren Mariano Osorio nach Chile schickte. Die Spanier landeten in Concepción, wo sie sogar mit Applaus empfangen wurden, und begannen danach ihren Marsch auf die Hauptstadt Santiago. Dieser scheiterte jedoch. Die Expeditionsstreitkräfte nahmen die Stadt Chillán ein, während sich die republikanischen Anführer O’Higgins und Carrera nicht einigen konnten, wo sie den Angriff am besten abwehren sollten. So kam es, dass O’Higgins zwischen dem 1. und 2. Oktober 1814 in der Schlacht von Rancagua ohne Verstärkung blieb, beide besiegt wurden und nach Mendoza fliehen mussten. Kurze Zeit später konnte Osorio Santiago einnehmen. Chile blieb noch bis 1817 unter kolonialer Verwaltung.
Auch in Argentinien kam es Mitte 1812 zu einer Invasion royalistischer Truppen unter General Juan Pío de Tristán y Moscoso. Da die argentinischen Streitkräfte unter General Manuel Belgrano nicht nur 2:1 unterlegen, sondern auch deutlich schlechter ausgerüstet waren, entschied sich Belgrano für eine Taktik der verbrannten Erde. So zwang er im August 1812 die Bewohner der Provinz Jujuy zu einem Exodus (in Argentinien als der Jujuy-Exodus bekannt). Alle zurückgebliebenen Besitztümer wurden verbrannt und Leute, die sich verweigerten, wurden hingerichtet. Der Exodus dauerte vom 23. bis zum 29. August, und die Vertriebenen legten ca. 250 km südwärts bis in die Provinz Tucumán zurück. Belgranos Taktik war erfolgreich und so konnte er seine Streitkräfte zu Siegen bei Salta und Tucumán führen, so dass sich schließlich der Großteil der royalistischen Truppen inklusive Tristán ergeben mussten. Als Belgrano jedoch versuchte, im Gegenzug nach Oberperu vorzustoßen, wurde er in den Schlachten von Vilcapugio und Ayohuma besiegt. Obwohl die Expedition nach Peru erfolglos geblieben war, hatte sie doch eine folgenschwere Auswirkung. Die argentinische Junta ernannte nämlich während dieser Kampagne José de San Martín zum Oberstleutnant und beauftragte ihn mit der Bildung einer professionellen Kavallerieeinheit (Granaderos).
Am 31. Januar 1813 landete eine spanische Armeeeinheit – von Montevideo kommend – bei San Lorenzo in der Provinz Santa Fe. Die Granaderos besiegten diese Einheiten in der Schlacht von San Lorenzo, woraufhin San Martín zum General ernannt wurde. Die argentinische Junta hatte sich auch dazu entschlossen, eine eigene kleine Flotte aufzustellen. Diese Flotte unter dem Kommando von William Brown schaffte es am 14. Mai 1814, eine spanische Flotte vor Montevideo zu besiegen und teilweise zu kapern. Damit waren die argentinischen Küsten gesichert und William Brown wurde als Anerkennung zum Admiral befördert.
1814 wurde José de San Martín für kurze Zeit zum neuen Kommandanten der Nordarmee ernannt. Hier entwickelte er eine neue Strategie, um das Vizekönigreich Peru anzugreifen. Anstatt wie bisher zu versuchen, über das heutige Bolivien vorzudringen, erkannte er, dass es besser wäre, zuerst die spanische Herrschaft über Chile zu beenden.

### Die entscheidende Phase

Die südamerikanischen Unabhängigkeitskriege
Rot: Royalistische Reaktion
Blau: Unter Kontrolle der Separatisten
Dunkelblau: Unter Kontrolle Großkolumbiens
Dunkelblau (Mutterland): Spanien während französischer Invasionen
Grün: Spanien während des liberalen Aufstands

Ab dem Jahr 1815 begann sich im Süden Südamerikas das Blatt zu Gunsten der nach Unabhängigkeit strebenden Staaten zu wenden. Den Anfang machte dabei Argentinien. Hier wurde 1815 eine dritte Militärexpedition ins Vizekönigreich Peru entsandt. Verhängnisvoll war dabei, dass Thomas Álvarez, der Anführer der argentinischen Junta, den Anführer der Nordarmee José Rondeau abberufen hatte. Dieser und seine Armee weigerten sich, diese Entscheidung zu akzeptieren, daraufhin verweigerten ihm jedoch viele argentinische Provinzen und auch andere argentinische Armeeteile (z. B. Provinzarmee von Salta) die Unterstützung. Die Nordarmee wurde deshalb in den Schlachten von Venta y Media (21. Oktober 1815) und Sipe-Sipe (28. November 1815) schwer geschlagen, was dazu führte, dass das Vizekönigreich Peru die zuvor dem Vizekönigreich Río de la Plata unterstellten nordwestlichen Territorien annektierte und diese damit für Argentinien verloren waren. Aus diesen Provinzen bildete sich später Bolivien. Weiter nach Argentinien konnten die Spanier jedoch nicht vordringen.
Als Reaktion darauf, dass der spanische König Ferdinand nach dem Wiener Kongress wieder zurück an der Macht war, trafen sich am 9. Juli 1816 Vertreter aus allen Provinzen Argentiniens in San Miguel de Tucumán und erklärten die volle Unabhängigkeit Argentiniens.
In Chile war nach dem Sieg der Royalisten unterdessen Casimiro Marcó del Pont an Stelle Osorios als Gouverneur ernannt worden. Die Spanier bestraften die Revolutionäre hart, so wurden alle Revolutionäre, die die Spanier in Santiago aufgriffen, auf die Juan-Fernández-Inseln verbannt. Die Anführer der Rebellion Carrera und vor allem O’Higgins setzten sich daraufhin mit einer größeren Gruppe Anhänger in die argentinische Provinz Mendoza ab. O’Higgins schaffte es, sich mit dem Argentinier San Martín zu verbünden. San Martín hatte seine Kavallerieeinheit die Granaderos reorganisiert und führte diese zusammen mit der Provinzarmee von Cuyo (San Martín war gleichzeitig auch Gouverneur von Cuyo) und den Chilenen unter O’Higgins am Anfang des Jahres 1817 über die Anden. Am 12. Februar 1817 schlug er die Royalisten bei der Schlacht von Chacabuco vernichtend und konnte kurz darauf mit O’Higgins in einem Triumphzug in das befreite Santiago de Chile einziehen. Die Chilenen und Argentinier versuchten im Jahr darauf, mit vereinten Kräften die Spanier restlos aus Chile zu vertreiben. Die Spanier hatten nun jedoch wieder den erfolgreichen Feldherrn Osorio reaktiviert und dieser schaffte es am 18. März 1818 in der Schlacht von Cancha Rayada, die vereinten republikanischen Streitkräfte unter O’Higgins schwer zu schlagen. San Martín gelang es bereits am 5. April 1818 in der Schlacht von Maipú, die vorhergegangene Niederlage gutzumachen und die Spanier so schwer zu schlagen, dass sie sich nach Concepcion zurückzogen und von da an nicht mehr in der Lage waren, offensiv tätig zu werden. Die Schlacht von Maipú wird deshalb bis heute als die Entscheidung im chilenischen und argentinischen Unabhängigkeitskampf angesehen, obwohl es bis 1824 noch zu Kämpfen in Peru und auf der Insel Chiloé mit den Spaniern kam. Am ersten Jahrestag der Schlacht von Chacabuco (12. Februar 1818) proklamierte O’Higgins schließlich auch formal die Unabhängigkeit Chiles.
Die Unabhängigkeitsbestrebungen der Länder im Norden Südamerikas erlitten 1815 zunächst einen herben Rückschlag. So lief am 17. Februar 1815 eine große spanische Flotte mit einer Invasionsstreitmacht (ca. 60 Schiffe und über 10.000 Soldaten) aus dem spanischen Hafen Cádiz aus. Die Militärexpedition sollte das Vizekönigreich Neugranada zurückerobern. Zunächst landeten die Spanier im April auf Margarita, ohne auf Widerstand zu treffen. Anschließend unterstützten die Spanier im Mai die Royalisten in Caracas und Cumana und schließlich landeten sie in Santa Marta, das sich in royalistischer Hand befand, um Nachschub und Proviant aufzunehmen. Simón Bolívar war unterdessen am 8. Mai 1815 von Neugranada nach Jamaika und weiter nach Haiti geflohen, um dort Geld, Waffen und Unterstützer zu sammeln. Die spanische Militärexpedition schaffte es in der Zwischenzeit, nach einer viermonatigen (Sept. – Dez. 1815) Belagerung Cartagena zu erobern. Schließlich marschierten die Spanier von Cartagena Richtung Bogotá, wo sich eine zweite vom Süden aus Quito kommende royalistische Militärexpedition mit ihnen vereinte. Mit der Eroberung Bogotás am 6. Mai 1816 schlossen die Spanier die Rückeroberung des Vizekönigreich Neu-Granadas ab.
Simón Bolívar kehrte nach einem ersten gescheiterten Versuch Ende des Jahres 1816 nach Venezuela zurück. Die Erfolge der Zurückgebliebenen ermöglichten ihm, seine Truppen und die Ausrüstung sicher anzulanden. Ein bei einer ersten gescheiterten Landung zurückgebliebener General hatte ihm die Möglichkeit geschaffen, Angostura und Ciudad Guayana einzunehmen. In Angostura schlug er sein Hauptquartier in der Provinz Orinoco auf, die bisher vom Krieg kaum verwüstet wurde, und versuchte, eine schlagkräftige Armee aufzustellen sowie Aufstände gegen die Spanier zu organisieren. Zunächst blieben seine Bemühungen zur Rückeroberung von Venezuela erfolglos, weil er immer wieder auf Caracas marschierte. Auf Anraten seiner europäischen Offiziere (seit 1817 trafen vermehrt Söldner aus Europa ein), unternahm er einen Feldzug nach Neu-Granada, da hier nur eine spanische Division stationiert war, während es in Venezuela vier waren. Im Jahr 1819 gelang ihm der erste große Erfolg, bei der Marcha Libertadora, einer der kühnsten Kampagnen der Militärgeschichte. Ende Juli 1819 führte er eine kleine Armee von ca. 2.500 Mann über eine Route aus Sümpfen und eisigem Hochgebirge, die von den Spaniern als unpassierbar angesehen wurde, nach Neu-Granada. Am 7. August 1819 schaffte er es, die überraschten Spanier in der Schlacht von Boyacá zu besiegen und anschließend Bogotá zu erobern. Mit der Sicherung des unteren Orinoco und der Rückeroberung Kolumbiens hatte Bolívar sich nun eine Machtbasis geschaffen, von der aus er die Eroberung von Venezuela und Ecuador betrieb. Die Königstreuen in Neu-Granada waren jedoch nicht bereit, den Sieg der Republikaner hinzunehmen und banden auf Jahre Truppen, die anderweitig dringend gebraucht wurden.

### Die Republikaner setzen sich durch
Ab dem Jahr 1820 befanden sich die Spanier überall auf dem südamerikanischen Kontinent in der Defensive. Der wichtigste Grund dafür ist in Spanien zu suchen. Ferdinand VII. hatte eine neue Expedition zur Rückeroberung der seiner Ansicht nach ihm (und nicht etwa Spanien) gehörenden Kolonien ausgerüstet, die Anfang 1820 in See stechen sollte. Den über 20.000 Soldaten hätte in Südamerika niemand etwas entgegenzusetzen gehabt und ihr Einsatz hätte jeglichem Streben nach Unabhängigkeit über eher kurz als lang ein definitives Ende gesetzt. Ihr Kommandeur, Rafael del Riego, stach jedoch nicht in See, sondern begann am Neujahrstag 1820 einen Aufstand, den er in den Escorial nach Madrid trug. Ferdinand wurde militärisch gezwungen auf die Verfassung von Cádiz aus dem Jahre 1812 zu schwören, in der unter anderem auch die Souveränität der Kolonien anerkannt wurde. 1823 jedoch erhielt der Bourbone Unterstützung von den Königstreuen Frankreichs, die in der zweiten Jahreshälfte die Aufrührer mit einem riesigen Heer besiegten. Ferdinand kehrte zur unumschränkten Alleinherrschaft zurück und Riego und seine Mitstreiter wurden hingerichtet. Den südamerikanischen Republikanern war klar, dass – nachdem Ferdinand seine Autorität in Spanien wiederhergestellt hatte – auch in den Kolonien sein Herrschaftsanspruch erneut durchgesetzt werden sollte. Daher war Eile geboten, die letzten spanischen Truppen und Funktionäre zu entfernen. Dieses Ziel wurde gerade noch rechtzeitig erreicht.
In Chile war Bernardo O’Higgins nach der erfolgreichen Eroberung zunächst bemüht, die Macht der Republik zu konsolidieren. So wurden zunächst in einem zähen Kleinkrieg Gruppen von Gesetzlosen, Royalisten und Indianern bekämpft, welche die Wirren der vorangegangenen Kämpfe für Plünderungen und Überfälle genutzt hatten. Diese Kämpfe werden in Chile als Guerra a muerte (Krieg bis zum Tod) bezeichnet, da keine der beiden Seiten Gefangene machte. Im Jahr 1822 hatten die Republikaner sich schließlich durchgesetzt und mit Concepción auch die letzte Stadt unter spanischer Kontrolle erobert. Bereits im Jahr 1818 hatte Chile eine eigene Flotte unter dem schottischen Admiral Lord Cochrane aufgestellt, die 1819 einen Überraschungserfolg beim Angriff auf die spanische Festung Valdivia schaffte. Außerdem transportierte sie Ende 1820 die Expedition von Perú. Auch San Martín hatte erkannt, dass die Unabhängigkeit der neuen Staaten nur gesichert wären, wenn mit dem Vizekönigreich Peru auch das letzte Gebiet Südamerikas von spanischer Herrschaft befreit wäre. San Martín schaffte es zwar, die Hauptstadt Lima zu erobern und dort am 28. Juli 1821 die Unabhängigkeit Perus auszurufen, die Vernichtung der Spanier im Vizekönigreich Peru gelang ihm jedoch nicht. Dazu bedurfte es der Hilfe Großkolumbiens.

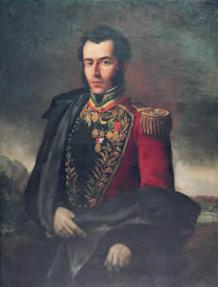
Antonio José de Sucre

Ecuador hatte als erster Staat Südamerikas bereits 1809 seine Unabhängigkeit erklärt, war aber Ende 1812 von den Spaniern zurückerobert worden. Erst nach der Befreiung Kolumbiens, bekamen auch die Unabhängigkeitsbestrebungen Ecuadors neuen Auftrieb. Am 9. Oktober 1820 kam es in der Stadt Guayaquil zu einer schnellen Revolte und die Unabhängigkeit Guayaquils wurde erklärt. Schnell folgten daraufhin am 18. Oktober Portoviejo und am 3. November Cuenca das wirtschaftliche Zentrum des südlichen Hochlands. In Guayaquil wurde eine Armee aufgestellt, die weitere ecuadorianische Orte auf die Seite der Republikaner ziehen oder gegebenenfalls erobern sollte. Zunächst marschierte diese Armee ins Hochland und konnte dort am 9. November 1820 einen ersten Erfolg gegen die Royalisten verzeichnen, woraufhin sich weitere Gebiete für unabhängig erklärten und die Spanier das Hochland kontrollierten. Die Aufständischen hatten sowohl bei San Martín in Peru, als auch bei Bolívar in Großkolumbien um Hilfe gebeten und die Argentinier und Chilenen trafen zuerst ein. Mit der Unterstützung von San Martíns Truppen unternahmen sie einen Feldzug im Hochland. Der spanische Feldmarschall und Herrscher in Quito Melchor Aymerich hatte eine eigene Armee von 5.000 Mann aufgestellt, von denen Teile am 22. November 1820 in der Schlacht von Huachi den Republikanern eine schwere Niederlage zufügten. Anschließend marschierte die Armee ins Hochland und eroberte dort bis Ende Dezember alle Orte zurück. Lediglich Guayaquil blieb unabhängig, da die Spanier im Hochland ausharrten und keinen Versuch unternahmen diese Stadt zu erobern. In dieser für die ecuadorianischen Unabhängigkeitsbestrebungen ziemlich aussichtslosen Lage erschien im Februar 1821 der republikanische General José Mires aus Kolumbien, den Bolívar bereits 1820 zum Waffenkauf für den Feldzug in die Karibik geschickt hatte, und brachte dringend benötigte Verstärkung mit. Mitte Mai kam Antonio José de Sucre mit weiteren 700 Mann Verstärkung nach Guayaquil. Sucre war von Bolívar beauftragt worden die Regierenden von Guayaquil zu überzeugen ihm, Sucre, das alleinige Kommando über die vereinten Streitkräfte zu übertragen und Guayaquil zu einer Vereinigung mit Kolumbien zu bewegen. Beides gelang dem überaus fähigen General. Bereits am 19. August 1821 konnten die Republikaner den ersten Erfolg verzeichnen, als es José Mires in der Schlacht bei Cone gelang, eine spanische Teilstreitkraft unter Oberst Francisco González zu vernichten. Am 2. September gelang es die Stadt Guaranda zu erobern. Kurz darauf am 12. September 1821 erlitten die Republikaner unter Sucre jedoch eine schwere Niederlage in der zweiten Schlacht von Huachi und hatten 800 Tote, sowie weitere 500 Gefangene (darunter General Mires) zu beklagen. Es war Sucres Verhandlungsgeschick geschuldet, dass beide Seiten schließlich am 19. November 1821 bei Babahoyo einen 90-tägigen Waffenstillstand unterzeichneten. Der erste Versuch Sucres Quito zu erobern war damit zwar gescheitert, doch während des Waffenstillstandes gelang es ihm, seine Armee schnell wieder aufzufrischen. In der Schlacht am Pichincha am 24. Mai 1822 gelang ihm mit ecuadorianischen, großkolumbischen und argentinisch-chilenischen Truppen von San Martín der entscheidende Sieg über die Spanier. Damit erreichte der königliche Gerichtsbezirk Quito die Unabhängigkeit von Spanien, und Bolívar gliederte ihn an sein Großkolumbien an.
Im Norden hatte unterdessen Bolívar in Venezuela seine Truppen konzentriert. Bolívar war es gelungen eine Armee von 6.500 Mann aufzustellen und am 24. Juni 1821 gelang ihm in der Schlacht von Carabobo ein entscheidender Sieg gegen gut 4.000 Spanier. Nach diesem Erfolg waren nur noch Cumaná (welches kurz danach erobert wurde) und Puerto Cabello (welches nach drei Belagerungen in zwei Jahren erst im Oktober 1823 kapitulierte) in spanischer Hand. 1822 unternahm Spanien noch einmal den Versuch einer Rückeroberung, die entsandte Flotte, die Reste des Expeditionsheeres und die örtlichen Königstreuen wurde jedoch am 24. Juli 1823 in der Seeschlacht auf dem Maracaibosee geschlagen.
In Peru hatte derweil San Martín mit der mangelnden Ausnutzung seiner gekonnt herausgearbeiteten Vorteile, dem übermäßigen Entgegenkommen gegenüber den Spaniern und der Ablehnung der peruanischen Guerillas sein Prestige aufgebraucht. Zuerst verließ ihn Lord Cochrane und schließlich putschten seine Offiziere gegen ihn. Als er bei einem Treffen mit Bolívar in Guayaquil Mitte 1822 von diesem keine Unterstützung erhielt, blieb ihm nur der Gang ins europäische Exil. Bolívar schickte wieder zuerst Sucre, um die politischen Verhältnisse zu klären, und kam schließlich selbst. Nachdem er, nur knapp ohne Bürgerkrieg unter den Patrioten, die innerperuanischen Machtverhältnisse geklärt hatte, unternahm er 1824 den Feldzug zur Befreiung Perus. Nach dem Sieg in der Schlacht von Junín Anfang August, zu dem maßgeblich der Deutsche Otto Philipp Braun beigetragen hatte, entzog der Kongress von Großkolumbien Bolívar das Mandat weiter in Peru zu kämpfen und Sucre beendete die Kampagne mit dem Erfolg der Schlacht bei Ayacucho. Anschließend zog er nach Oberperu weiter, wo sich die Spanier untereinander bekriegten. Dies hatte zur Folge, dass Sucre die Spanier 1825 praktisch kampflos aus Oberperu vertreiben konnte und damit die weder von Argentinien noch von Peru (die das Land beide selbst beanspruchten) gewünschte Unabhängigkeit Boliviens initiierte.
Als letzter spanischer Stützpunkt in Südamerika wurde in Januar 1826 die Insel Chiloé von chilenischen Truppen eingenommen.

## Die Unabhängigkeit der restlichen Länder Südamerikas
Auch in Brasilien war der Ruf nach Unabhängigkeit laut geworden, aber anders als die Spanier zeigten sich die Portugiesen entgegenkommender. Dadurch, dass bis 1821 Rio de Janeiro Sitz des portugiesischen Königs, der portugiesischen Regierung und Hauptstadt des 1815 gegründeten Königreiches von Portugal und Brasilien war verliefen hier die Bruchlinien wesentlich gemäßigter, als in den hispanoamerikanischen Staaten. Am 7. Dezember 1822 erklärte Brasilien nach dem 1821 stattgefundenen Umzug der portugiesischen Regierung von Rio de Janeiro nach Lissabon die Unabhängigkeit. Es hatte sich als unmöglich erwiesen beide auf unterschiedlichen Kontinenten liegenden Staaten gleichzeitig zu regieren. Allerdings wurde der Sohn des portugiesischen Königs als Pedro I. Kaiser von Brasilien. 1825 schlossen beide Staaten den Vertrag von Rio de Janeiro 1825. Die Monarchie der Portugiesen und damit die Abhängigkeit blieb durch das in beiden Ländern regierende Haus Braganza bis 1889 erhalten. Anderseits begünstigte der vergleichsweise friedliche Übergang zur Unabhängigkeit und durch die Krone geschaffene starke Zentralregierung die Stabilität Brasiliens nach der Unabhängigkeit. Anders als die hispanoamerikanischen Staaten brach Brasilien nicht in einem Konglomerat aus Staaten auseinander, sondern konnte seine territoriale Integrität wahren. Während die meisten hispanoamerikanischen Staaten nach der Unabhängigkeit Jahrzehnte des Chaos und Unruhen erlebten, erlebte Brasilien ein Zeitalter der Prosperität und Stabilität. Auch die Beziehungen zwischen Brasilien und Portugal blieben in der Folgezeit von Freundschaft und Partnerschaft getragen, während die Beziehungen von Spanien und seinen ehemaligen Kolonien Jahrzehnte vergiftet waren und selbst bis zur heutigen Zeit von Konflikten geprägt sind. So gerieten etwa 2007 der spanische König Juan Carlos I. und die lateinamerikanischen Staatschefs Daniel Ortega und Hugo Chávez aneinander. Der damalige Staatschef Venezuelas Chavez meinte gegenüber den damaligen spanischen König Juan Carlos I.:„Der, der hier schlecht aussieht, ist derjenige, der die Kontrolle verloren hat, der uns befohlen hat, den Mund zu halten, als ob wir immer noch Untertanen wie im 17. oder 18. Jahrhundert wären!“
Uruguay nimmt ein wenig eine Sonderstellung ein. Uruguay schaffte es zwar schon 1811 mit dem Nationalhelden José Gervasio Artigas, die spanische Kolonialherrschaft zu beenden, jedoch wurde das Gebiet 1821 vom Nachbarland Brasilien annektiert. Nach mehreren Revolten erklärte Uruguay schließlich am 25. August 1825 seine Unabhängigkeit und verbündete sich mit Argentinien. Im darauffolgenden 500-tägigen Krieg mit Brasilien schaffte es keine Seite zu siegen. 1828 wurde schließlich der Vertrag von Montevideo unterzeichnet, in dem Uruguay unter dem Schutz Großbritanniens die Unabhängigkeit zugestanden wurde.
Britisch- und Niederländisch-Guyana erlangten als Guyana bzw. Suriname erst in der zweiten Hälfte des 20. Jahrhunderts die Unabhängigkeit. Französisch-Guayana ist seit 1946 als département ein Teil Frankreichs.